# 长沙北站 (1911年–2012年)
长沙北站是曾位于京广线上的铁路车站，位于湖南省长沙市建湘北路，站场中心位于京广铁路K1570+017（旧线断开后改为货物外绕线K2+550）处，1911年1月11日建成，曾为一等站，邮政编码为410008。在运用时，不办理客运营业；货运：办理整车、零担、集装箱货物发到；办理整车货物承运前保管；不办理危险货物发到。1989年树木岭货场投产前，本站的年吞吐量约为400万吨。
本站于2012年5月30日18时关闭，货运业务转移至霞凝站，后者于2017年12月1日更名为长沙北站。

## 历史
1909年，本站随粤汉铁路长沙至株洲段一道建设。始建时本站称“新河车站”，随之一道建设的还有位于本站南侧1公里处的长沙北站（老北站）。本站始建时，还有机车房、转车台等附属设施。1911年，老北站废除，由新河车站改建为新的长沙北站。当时站内有铺串线1股、正线2股、临时性月台一座。
1937年，车站新建3股道以及月台、站房等附属建筑。至共产党接管前，本站有股道5股。
1950年，增建调车线7股、牵出线2股、装卸线4股。1954年车站成为集客货运为一体的二等站。1965年京广铁路改造，捞刀河至新开铺间另建新线。1977年，黄泥台货场建成。1978年，作为本站下行邻站的老长沙站关闭，经由新长沙站的线路称辟为京广正线，本线改称货物外绕联络线，彼时线路上的本站仍使用京广线里程。1981年，增建货物线2股。
1990年12月，本站南头至长沙南北头间经由老长沙站的京广老线断开。至1998年，本站计到发线6道、调车线15道、站修线2道、货物线11道。
2012年5月30日18时，本站关闭。

## 专用线情况
| 单位名称           | 专用线名称       | 启用年度 | 总延长（m） |
| ------------------ | ---------------- | -------- | ----------- |
| 湖南动力机厂       | 湖南动力机厂线   | 1956     | 158         |
| 长沙石油库专用线   | 长沙石油站       | 1955     | 1572        |
| 长北粮食专用线     | 长沙粮一库       | 1950     | 2145        |
| 市仓储专用线       | 市储运公司       | 1953     | 1053        |
| 省联社专用线       | 省供销储运总公司 | 1956     | 896         |
| 长北冷库专用线     | 长沙冷冻厂       | 1959     | 1200        |
| 长沙卸煤线         | 长沙经武门煤店   | 1956     | 340         |
| 建湘瓷厂专用线     | 湖南建湘瓷厂     | 1971     | 242         |
| 长沙碱库专用线     | 长沙轻化公司     | 1968     | 319         |
| 长沙石油厂专用线   | 长沙炼油厂       | 1975     | 1029        |
| 304库专用线        | 省金属公司       | 1956     | 949         |
| 省外贸专用线       | 省外贸公司       |          | 586         |
| 长沙面粉厂专用线   | 长沙面粉厂       | 1964     | 319         |
| 湖南人造板厂专用线 | 省人造板厂       | 1987     | 3539        |
| 长铁储运公司线     | 长沙铁路分局     | 1991     | 1780        |